# Amphipogon caricinus
Amphipogon caricinus är en gräsart som beskrevs av Ferdinand von Mueller. Amphipogon caricinus ingår i släktet Amphipogon och familjen gräs. Inga underarter finns listade i Catalogue of Life.